# La Joie de vivre (émission de télévision)
Pour les articles homonymes, voir La Joie de vivre.
La Joie de vivre est une émission de variétés française créée par Henri Spade et Robert Chazal et diffusée du 24 novembre 1952 à mai 1960 le lundi soir sur la Radiodiffusion-télévision française (simultanément à la télévision et à la radio), en alternance avec 36 chandelles. En direct et en public, elle était animée par Jacqueline Joubert, Robert Lamoureux et Henri Spade.

## Principe de l'émission
La Joie de vivre évoquait la carrière d'une vedette en réunissant ses amis autour de Jacqueline Joubert et Henri Spade. Elle fut l’un des premiers grands rendez-vous de variétés populaires à la télévision et recevait les chanteurs ou comédiens de l'époque : Maurice Chevalier, Mistinguett, Édith Piaf, Yves Montand, Gérard Philipe, Elvire Popesco, Serge Reggiani, Jean Yanne, Danielle Darrieux, Henri Betti, Lia Origoni etc.

## Reprise
L'émission fut reprise au début des années 70 par Henri Spade et Jean Pignol sur la première chaîne.